# Jacek Bierezin

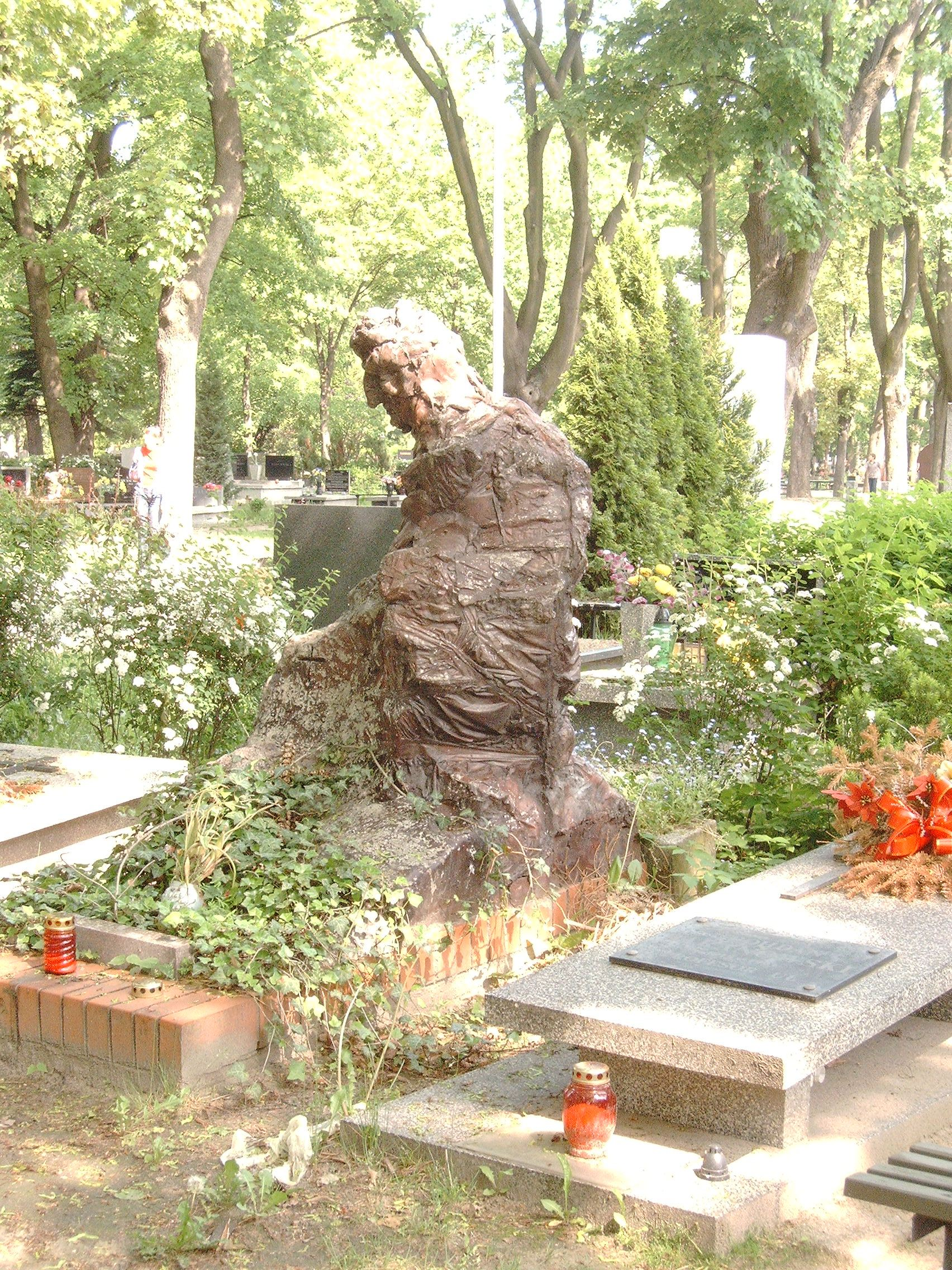
Grób na cmentarzu Doły w Łodzi

Jacek Bierezin (ur. 13 marca 1947 w Łodzi, zm. 26 maja 1993 w Paryżu) – polski poeta, reprezentant tzw. Nowej Fali, działacz opozycyjny w PRL, taternik, publicysta. Mąż Ewy Sułkowskiej-Bierezin.

## Życiorys
W 1965 ukończył I Liceum Ogólnokształcące im. M. Kopernika w Łodzi. Studiował na Uniwersytecie Łódzkim polonistykę. W jego życiu działalność opozycyjna przeplatała się z literacką. Pierwszy wiersz wydrukował w „Więzi” w roku 1967, w tym samym roku należał do założycieli łódzkiej grupy poetyckiej Centrum i był jej członkiem do 1971. W marcu 1968 został członkiem komitetu strajkowego na Uniwersytecie Łódzkim. Od 1969 był członkiem organizacji Ruch, w grudniu 1970 został aresztowany, następnie zwolniono go marcu 1971, ale w sierpniu 1971 skazano za działalność w Ruchu na karę 1,5 roku pozbawienia wolności w zawieszeniu na 2 lata. Usunięto go również z uczelni, na którą powrócił w 1973. W 1974 jego tom poezji Wam został odrzucony przez cenzurę w Spółdzielni Wydawniczej Czytelnik i ukazał się nakładem Instytutu Literackiego w Paryżu. Spowodowało to objęcie go w Polsce całkowitym zakazem druku.
W grudniu 1975 podpisał List 59 przeciwko zmianom w Konstytucji PRL. Od 1976 był współpracownikiem Komitetu Obrony Robotników, następnie Komitetu Samoobrony Społecznej „KOR”. Uniemożliwiono mu wówczas ukończeniu kolejnych studiów – etnograficznych, które rozpoczął w 1974. We wrześniu 1977 podpisał Deklarację Ruchu Demokratycznego – dokument programowy opozycji korowskiej. Jesienią 1977 był jednym ze współzałożycieli, a następnie „spiritus movens” wydawanego poza cenzurą pisma Puls, a także współzałożycielem Niezależnego Klubu Dyskusyjnego w Łodzi. W stanie wojennym internowany od 13 grudnia 1981 do września 1982 w Jaworzu i Darłówku.
Po zwolnieniu przebywał na emigracji w Paryżu. Do jesieni 1983 kierował londyńską kontynuacją Pulsu, jednak następnie zerwał z redakcją. Współpracował z „Kulturą” i Radiem Wolna Europa. W latach 1987–1988 kierował miesięcznikiem Kontakt, od 1988 do 1992 był redaktorem naczelnym Wydawnictwa Kontakt. Zginął potrącony przez samochód na moście Pont de l’Alma. Został pochowany na cmentarzu Doły w Łodzi.
Był członkiem Polskiego Pen Clubu (od 1980), Związku Literatów Polskich (1981–1983), Stowarzyszenia Pisarzy Polskich (od 1989).
Od 1995 roku w Łodzi przyznawana jest prestiżowa nagroda dla debiutantów w Ogólnopolskim Konkursie Poetyckim im. Jacka Bierezina.
W 2006 został pośmiertnie odznaczony Krzyżem Oficerskim Orderu Odrodzenia Polski.
Dedykowano mu pierwszy odcinek Erraty do biografii, serialu o polskich literatach aktywnych po II wojnie światowej.

## Twórczość
- Lekcja liryki (1972)
- Wam. poezje (1974)
- W połowie życia (1980)
- Z pustyni i z puszczy. Felietony sprzed odnowy (1981)
- Tyle rzeczy (1990)
- Linia życia (1999), wydanie pośmiertne